# هامبرگن
هامبرگن (به آلمانی: Hambergen) یک شهر در آلمان است که در Hambergen واقع شده‌است. هامبرگن ۵٬۵۱۳ نفر جمعیت دارد.